# Aim and Ignite
| Đánh giá chuyên môn | Đánh giá chuyên môn |
| Nguồn đánh giá      | Nguồn đánh giá      |
| Nguồn               | Đánh giá            |
| ------------------- | ------------------- |
| AbsolutePunk.net    | (89%)               |
| AllMusic            | [ 2 ]               |
| The Aquarian Weekly | B+                  |
| Music Emissions     | [ 4 ]               |
| PopMatters          | (5/10)              |
| Redefine            | A−                  |
| Rock Sound          | (8/10)              |
| Sputnikmusic        | [ 8 ]               |

Aim and Ignite là album phòng thu đầu tay của ban nhạc indie pop Fun.. Album được phát hành vào ngày 25 tháng 8 năm 2009 bởi hãng đĩa Nettwerk. Tựa đề của album được đặt dựa theo ca khúc "Light a Roman Candle with Me".

## Danh sách ca khúc
Tất cả các ca khúc trong album đều được sáng tác bởi Nate Ruess, Andrew Dost, Jack Antonoff và Sam Means.
1. "Be Calm" – 4:10
2. "Benson Hedges" – 4:00
3. "All the Pretty Girls" – 3:23
4. "I Wanna Be the One" – 3:36
5. "At Least I'm Not as Sad (As I Used to Be)" – 4:07
6. "Light a Roman Candle with Me" – 3:05
7. "Walking the Dog" – 3:40
8. "Barlights" – 4:17
9. "The Gambler" – 4:11
10. "Take Your Time (Coming Home)" – 7:51

Ca khúc tặng kèm ở iTunes:
1. "Stitch Me Up" (Ruess/Dost/Antonoff)– 4:05
2. "Walking the Dog II" – 4:31
3. "Take Your Time (Acoustic)" – 3:57
4. "Walking the Dog (RAC Mix)" – 4:30
5. "All the Pretty Girls (RAC Mix)" – 4:25

## Tiếp nhận
Aim and Ignite nhận được nhiều lời khen ngợi. Drew Beringer từ AbsolutePunk.net ca ngợi album, gọi nó là "album pop quan trọng nhất năm 2009". Allmusic gọi là album "tiến bộ, nhưng là theo một cách tốt nhất có thể" và khen ngợi lời các ca khúc là "nói về những sự thật lớn hơn của cuộc sống... với một cách tiếp cận dí dỏm". Dave de Sylvia của Sputnikmusic đã viết: "Aim and Ignite không phải là album pop phù hợp nhất bây giờ," nhưng ông cuối cùng khen ngợi album như là "một album pha trộn và bố trí tuyệt vời được thực hiện bởi những người nhạc sĩ hiểu rõ các giới hạn và tiềm năng của nhạc pop". Estella Hung từ PopMatters thì ít có ấn tượng với album, ca ngợi bài hát "Be Calm" và "The Gambler", nhưng chỉ trích lời bài hát và việc sản xuất các ca khúc đầu tiên của album. Ken Shane của Popdose của Ken Shan gọi album là "Nghe thú vị và khác thường".
Album đã đạt vị trí thứ 56 tại Sputnikmusic's top 50 năm 2009.

## Xếp hạng
| Chart (2009)                      | Peak position |
| --------------------------------- | ------------- |
| Mỹ Billboard 200                  | 71            |
| Mỹ Alternative Albums (Billboard) | 20            |
| Mỹ Digital Albums (Billboard)     | 24            |
| Mỹ Rock Albums (Billboard)        | 23            |
| Mỹ Tastemaker Albums (Billboard)  | 3             |